# Palazzo Budini Gattai

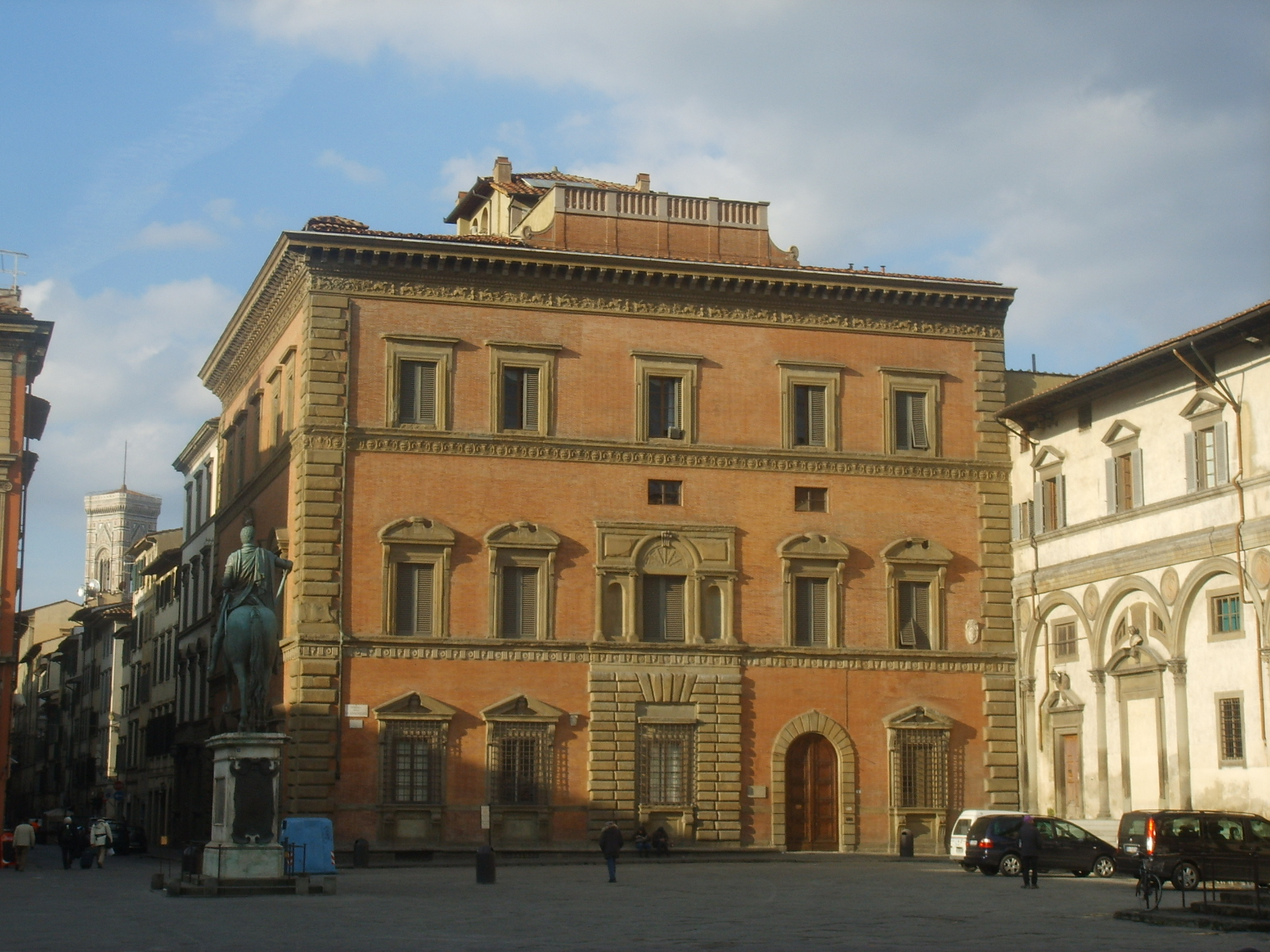
Fachada do Palazzo Budini Gattai na Piazza Santissima Annunziata.

O Palazzo Budini Gattai, antigo Palazzo Grifoni, é um palácio italiano localizado em Florença, na Via dei Servi nº 51, esquina com a Piazza Santíssima Annunziata.

## História e Arquitectura
No local onde se ergue o Palazzo Budini Gattai existiam alguns terrenos que pertenciam, desde 1250, à Ordem dos Servos de Maria, domiciliados na Basilica della Santissima Annunziata situada em frente. Aqui, já era realizada antigamente a "Festa della Rificolona", na qual se homenageava Nossa Senhora com uma lanterna acesa amarrada a uma cana, e os festejos pela Anunciação que tinham lugar pelo Ano Novo florentino (capodanno fiorentino), o dia 25 de Março.

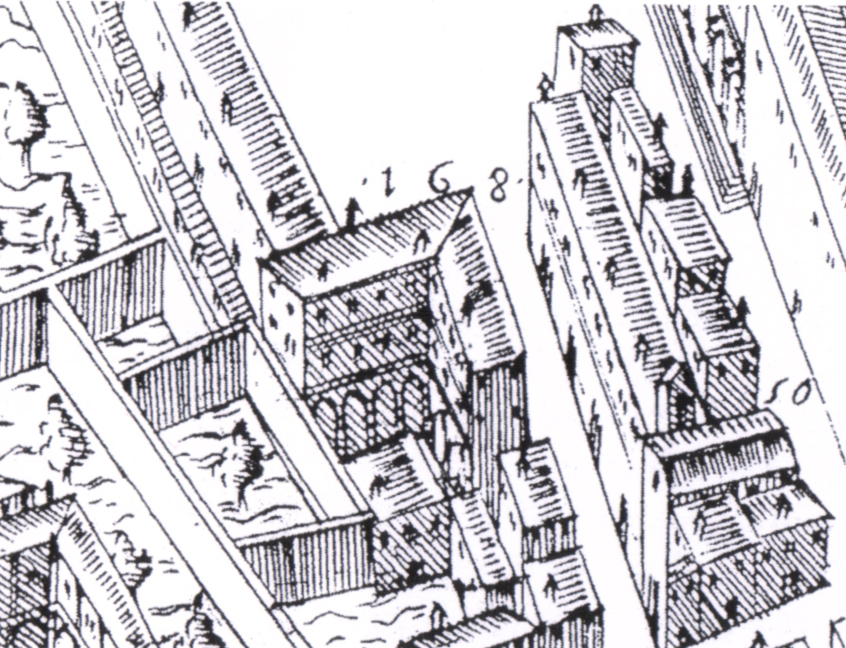
O Palazzo Budini Gattai incompleto, na carta de Buonsignori (1584).

Remonta a 1464 a decisão do Prior Geral da ordem de ordenar a venda de alguns terrenos a cidadãos que quisessem edificar palácios, tendo sido adquiridos por Antonio di Puccio, da ilustre família dos Pucci, para a construção de cinco casas, das quais somente a situada na esquina foi efetivamente edificada. Então, os Servos de Maria, vendo que as condições para a construção dos edifícios não estavam a ser respeitadas, reapropriaram-se dos terrenos e arrendaram a única casa a Roberto de Ricci.
Ugolino di Jacopo Grifoni, alcunhado de l'Altopascio, secretário do Grão-Duque Cosme I de Médici, de riqueza bastante recente, adquiriu em 1549 a casa que se erguia neste lugar isolado, com o propósito de demoli-la e substituí-la por um palácio que desse brilho à sua família, simbolizando e consolidando a sua ascensão política.

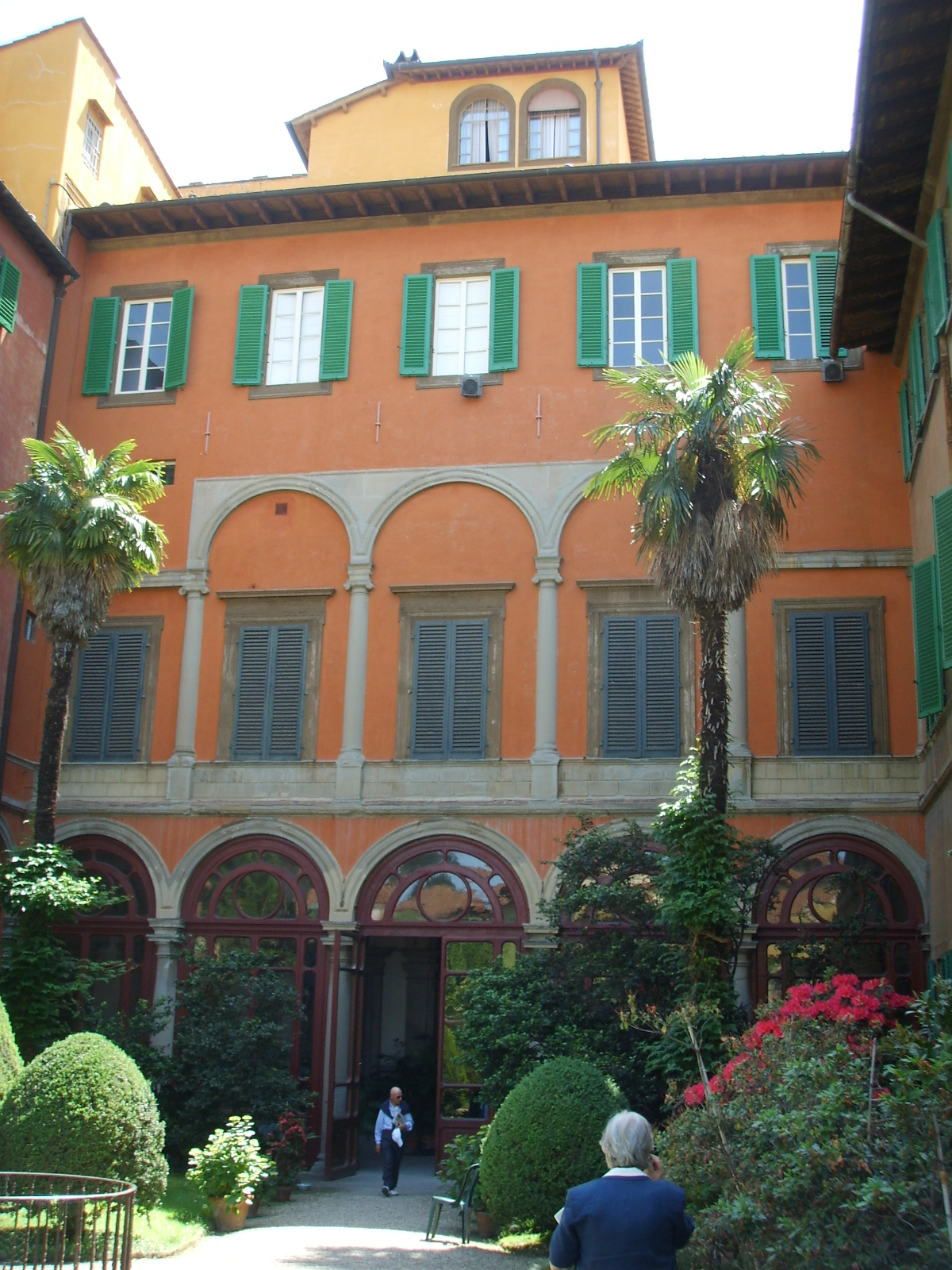
Fachada traseira do Palazzo Budini Gattai, virada ao jardim.

O projeto, iniciado por Giuliano di Baccio d'Agnolo em 1563, foi prosseguido depois da sua morte por Bartolomeo Ammannati, o qual, provavelmente, também se ocupou do projeto do jardim, até 1574. Ao que parece, Ammannati havia tirado inspiração de alguns projetos que Michelangelo Buonarroti tinha efetuado para casas da sua família. A fachada, exemplar quase único em Florença de realização com tijolos à vista, apresenta no lado da Via dei Servi um amplo portal encimado por um original painel com baixos relevos alegóricos e, no primeiro andar, um rico janelão ornado na parte superior com o brasão dos Grifoni. 
Original foi a opção de modificar a planta tradicional dos palácios florentinos, com o pátio interno substituído por um jardim, sobre o qual se abre um pórtico com cinco arcadas, atualmente fechado por vitrais e decorado com estátuas. Teoricamente, deveria ter sido construído um pátio em U, com uma loggia ao longo dos três lados, mas o projeto não foi terminado.

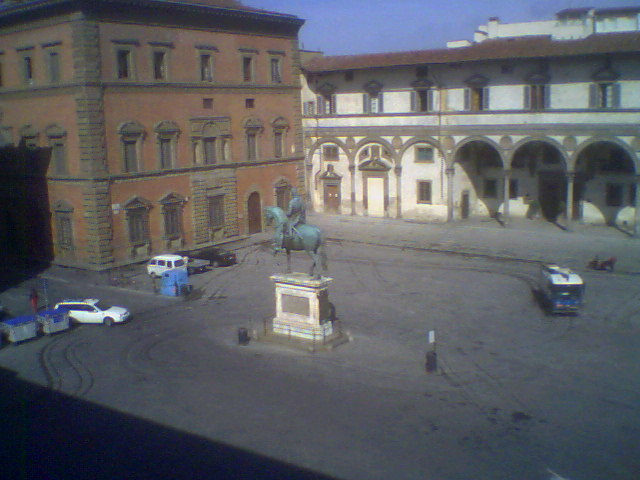
O Palazzo Budini Gattai em evidência na Piazza Santissima Annunziata.

A fachada virada ao pátio mostra, no primeiro andar, três arcos, completamente tamponados, sobre semicolunas com capitéis jónicos, na cor típica da pietra serena que assenta sobre a cor rosada atual. Este loggia superior é uma reinvenção livre do motivo da serliana, presente também em outras obras de Ammannati, entre as quais a Basilica di Santo Spirito.
Por volta de 1573, foi provavelmente definida a estrutura do jardim à italiana e, em particular, foi realizada a fonte monumental. Em 1574, o palácio podia dizer-se terminado, embora no lado da praça não tivesse uma forma cúbica, com o segundo andar a interromper-se depois da segunda janela. Somente em 1772 Pietro Grifoni havia encomendado os trabalhos que deram ao palácio a forma atual. No mesmo período, o jardim foi aumentado e a fonte quinhentista foi deslocada e substituída com uma parede onde foi colocada a estátua de Vénus.

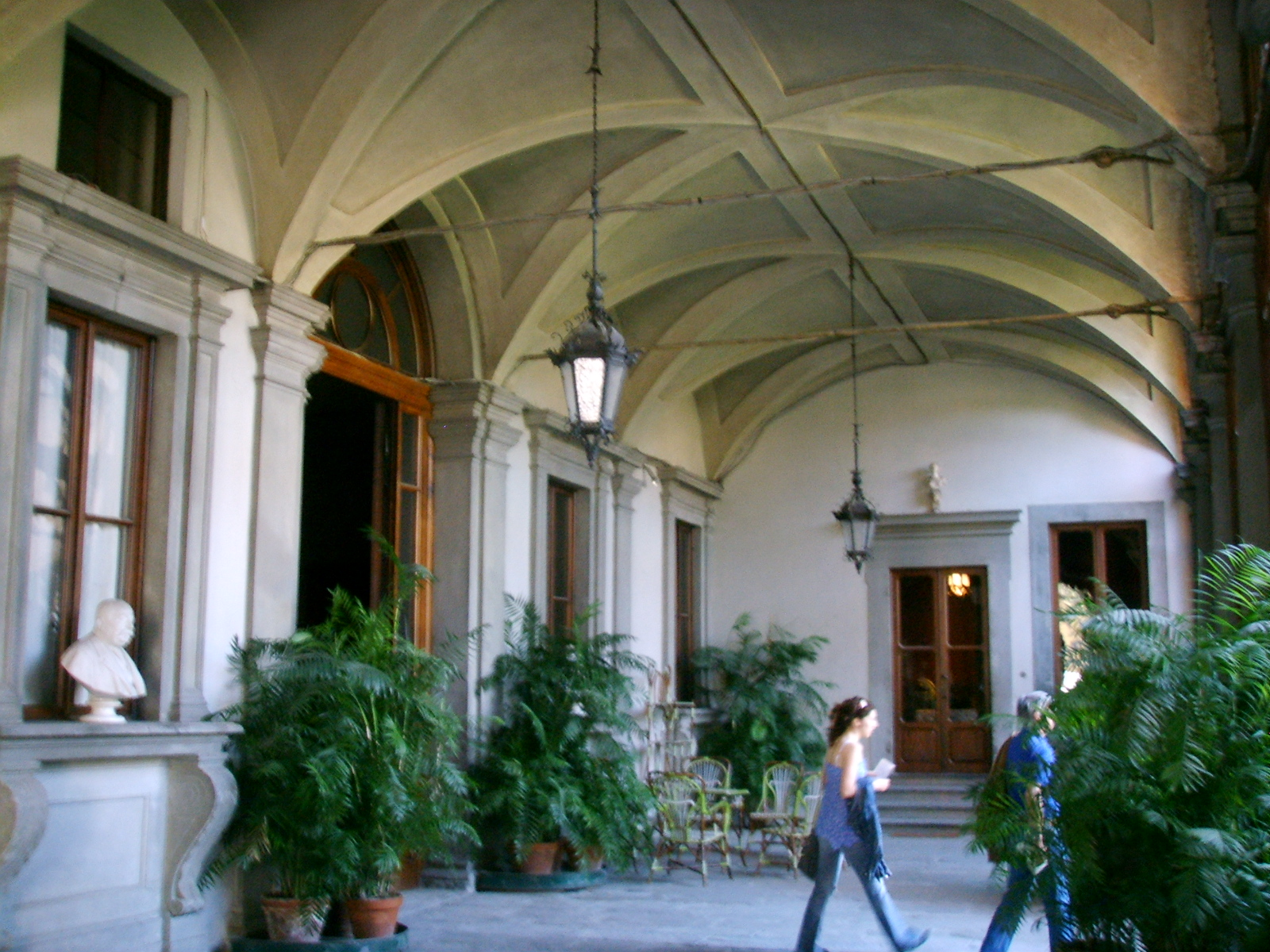
Pórtico de entrada a partir do jardim.

No ano de 1800, a família Grifoni extinguiu-se e a propriedade foi cedida à família Riccardi que, mais tarde, o deixaram por herança aos Mannelli; por fim, cerca de 1890, entrou na posse do cavaleiro Leopoldo Gattai (mais ou menos no mesmo período em que o seu irmão Gaetano adquiria o Palazzo Wilson-Gattai) e do seu genro Francesco Budini. A este último deve-se a intervenção de restauro e modernização geral, ao encargo do arquiteto Giuseppe Boccini. No decorrer dos trabalhos foi criada uma escadaria monumental e restabelecido o "banco de rua", além de ser refeita, em grande parte, a estrutura em pedra e o brasão dos Grifoni. Por outro lado, foram completados os frisos de máscaras do segundo andar e o friso sobre a cornija, o qual permanecia incompleto desde os tempos da construção.
Os Budini-Gattai são, até hoje, os proprietários do complexo, e também da antiga Loggia dei Servi di Maria, os quais arrendam o palácio para convenções e eventos especiais.

## Jardim interior

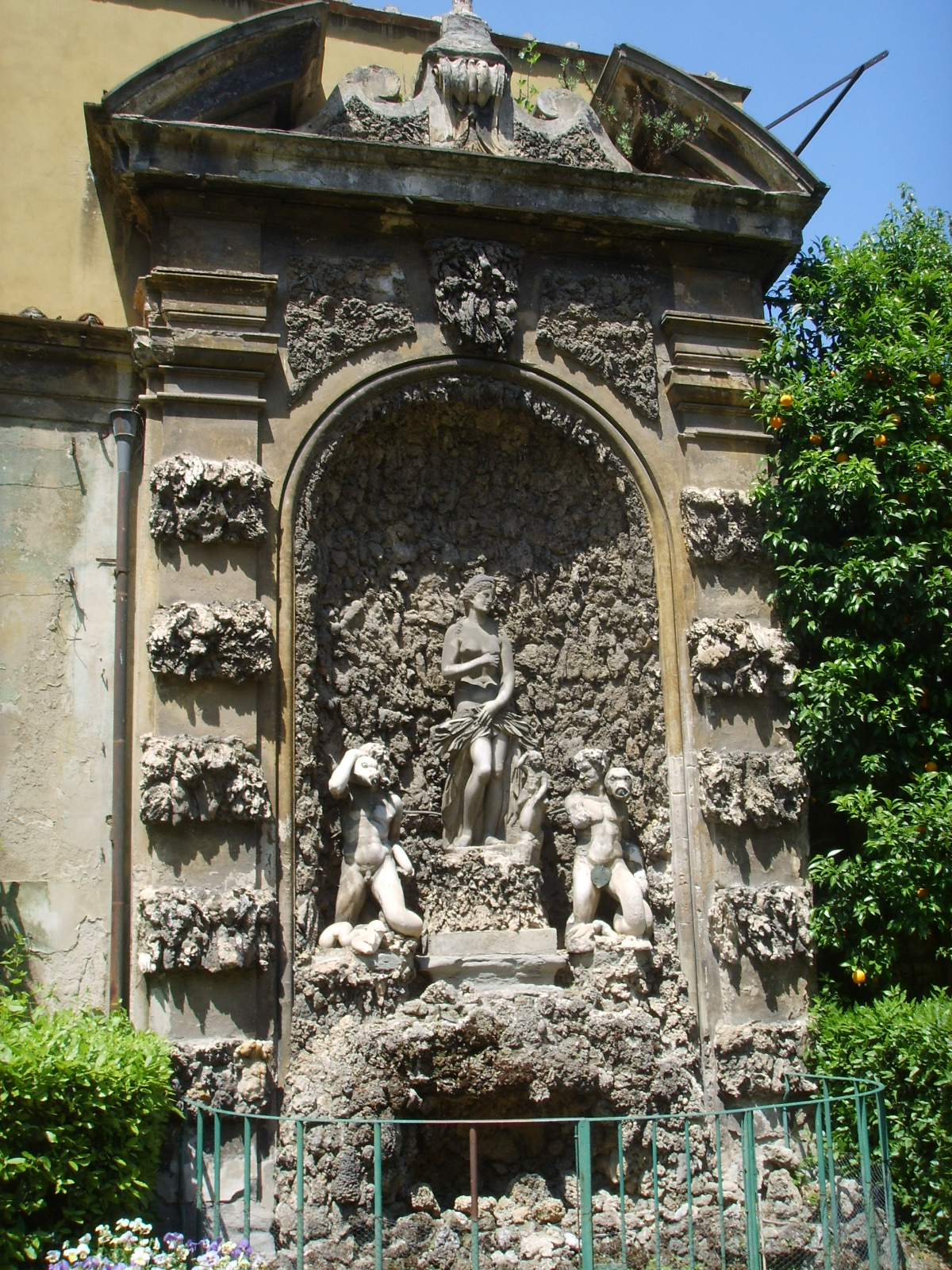
A fonte maneirista no jardim do Palazzo Budini Gattai.

Antigamente, o jardim era famoso pelo seu conjunto escultórico.
No século XVIII, Pietro Grifoni ampliou o jardim recuando o muro que o limitava e fazendo-o decorar com quadrados de estuque.
O jardim actual, modificado mais tarde no final do século XIX, apresenta-se arranjado com canteiros curvilíneos e contém belas coleções de camélia e azáleas que dão esplêndidas florações primaveris. 
Peculiar é a fonte quinhentista reconstruída no século XVIII sobre a parede lateral, a qual se encontra enriquecida com concreções esponjosas e com a estátua maneirista de Vénus e os monstros marinhos, do escultor Giovanni Bandini, documentada como encomenda dos Grifoni. Em tempos, também fazia parte do grupo um Jasão

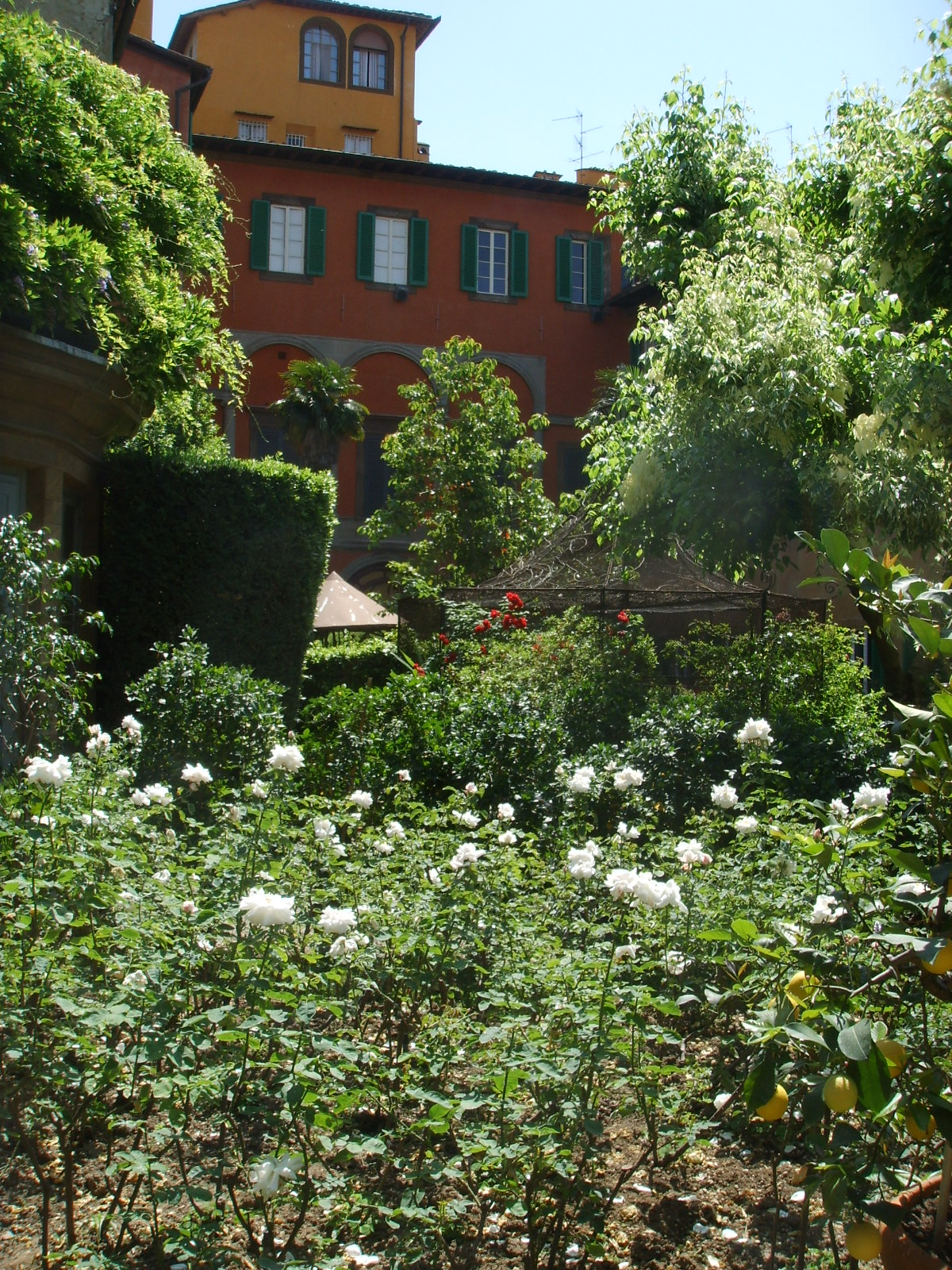
Jardim do Palazzo Budini Gattai.

Outros elementos decorativos do jardim são a bela estufa em ferro e vidro, construída cerca de 1892, o bosque de bananeiras e o chamado "Monumento all'albero scomparso" (Monumento à árvore desaparecida) realizado em 1908 em memória de um exemplar secular de Laurus camphora que secou durante o Inverno.
O muro que rodeia o jardim é delineado por loureiro, enquanto as sebes são delimitadas por buxo. Na estufa foi colocada uma fonte revestida de esponjas e conchas, talvez obra de Ammannati.

## Galeria de imagens do Palazzo Budini Gattai

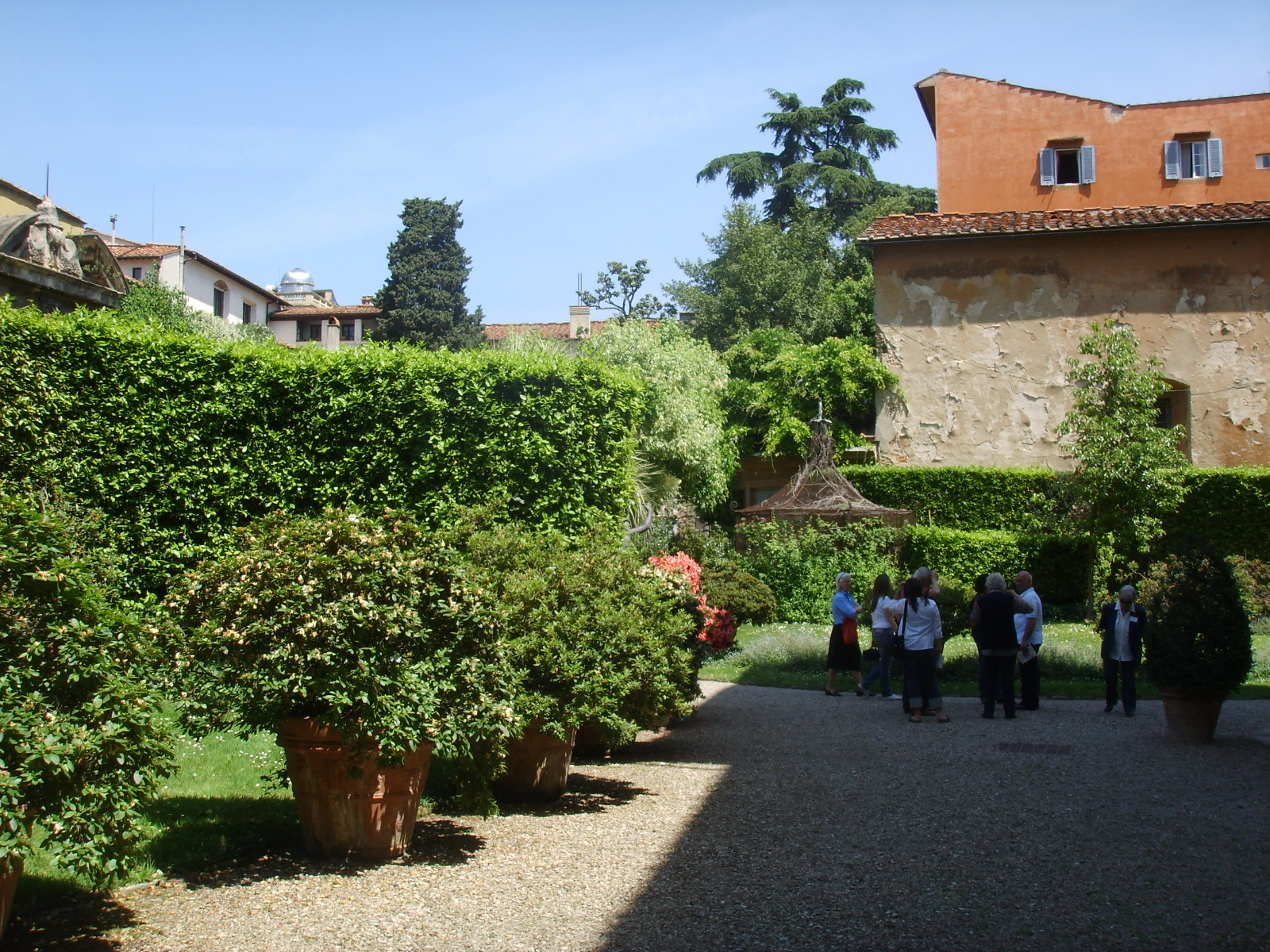
O jardim
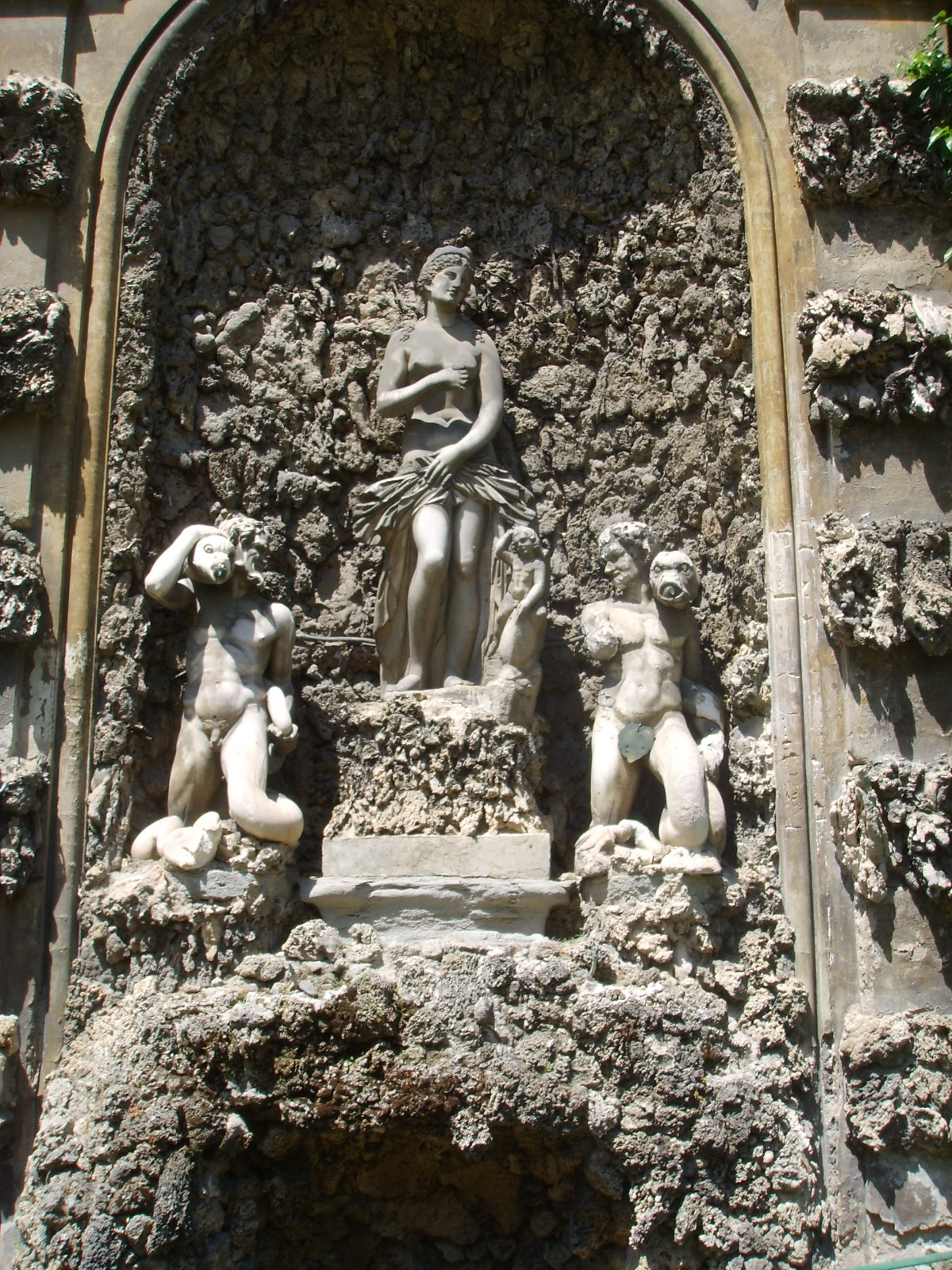
Fonte maneirista
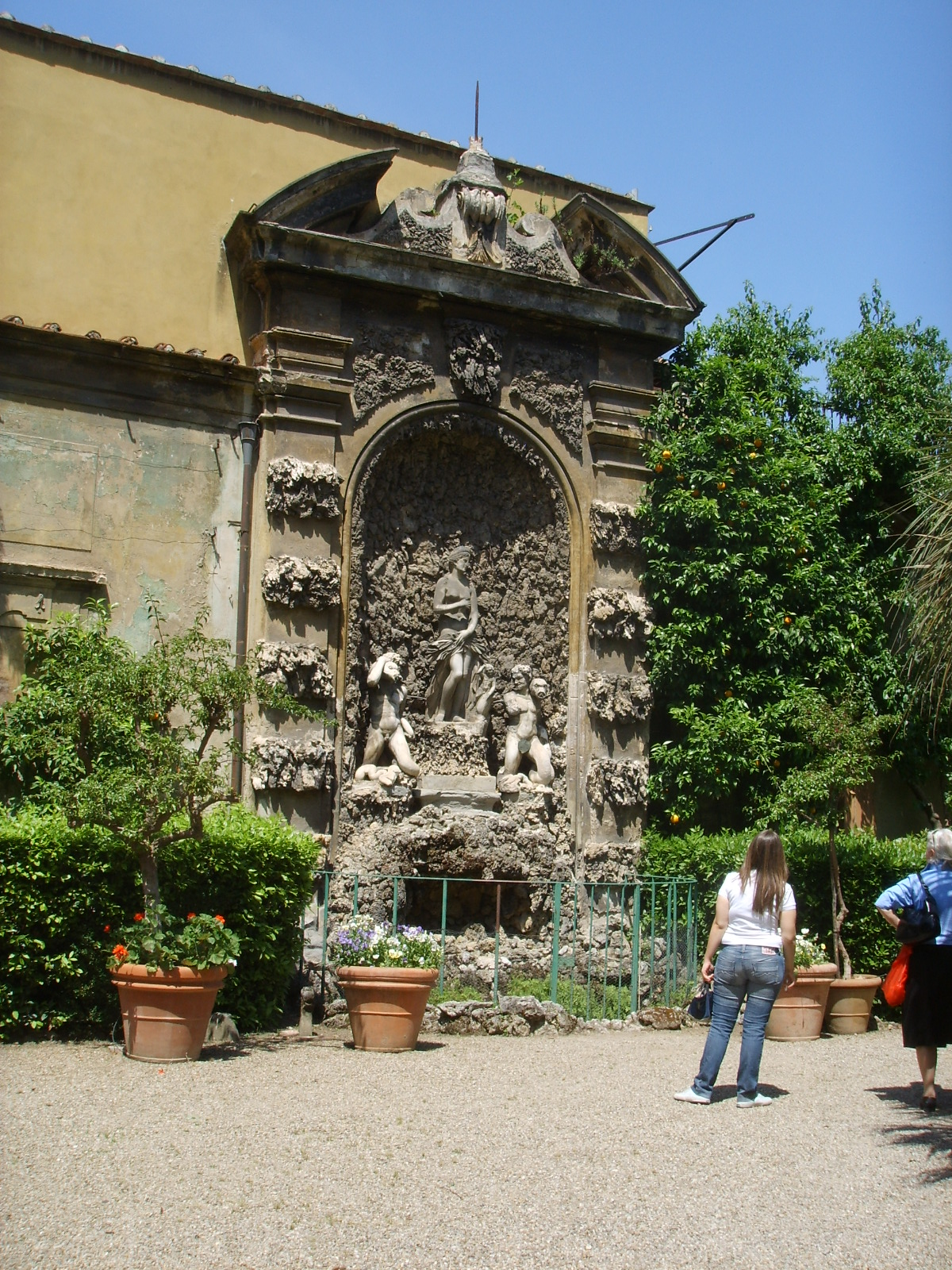
Fonte maneirista
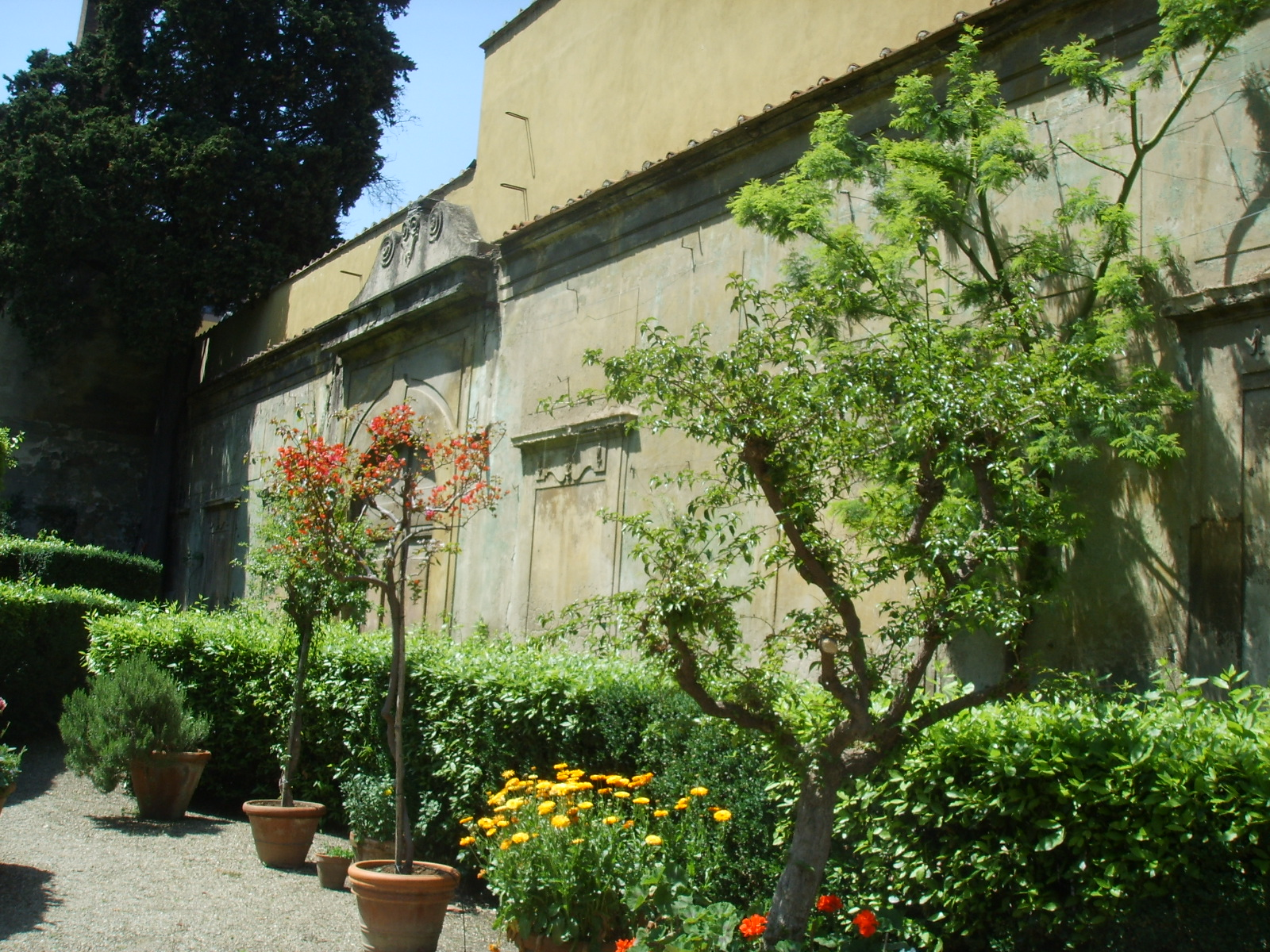
O jardim
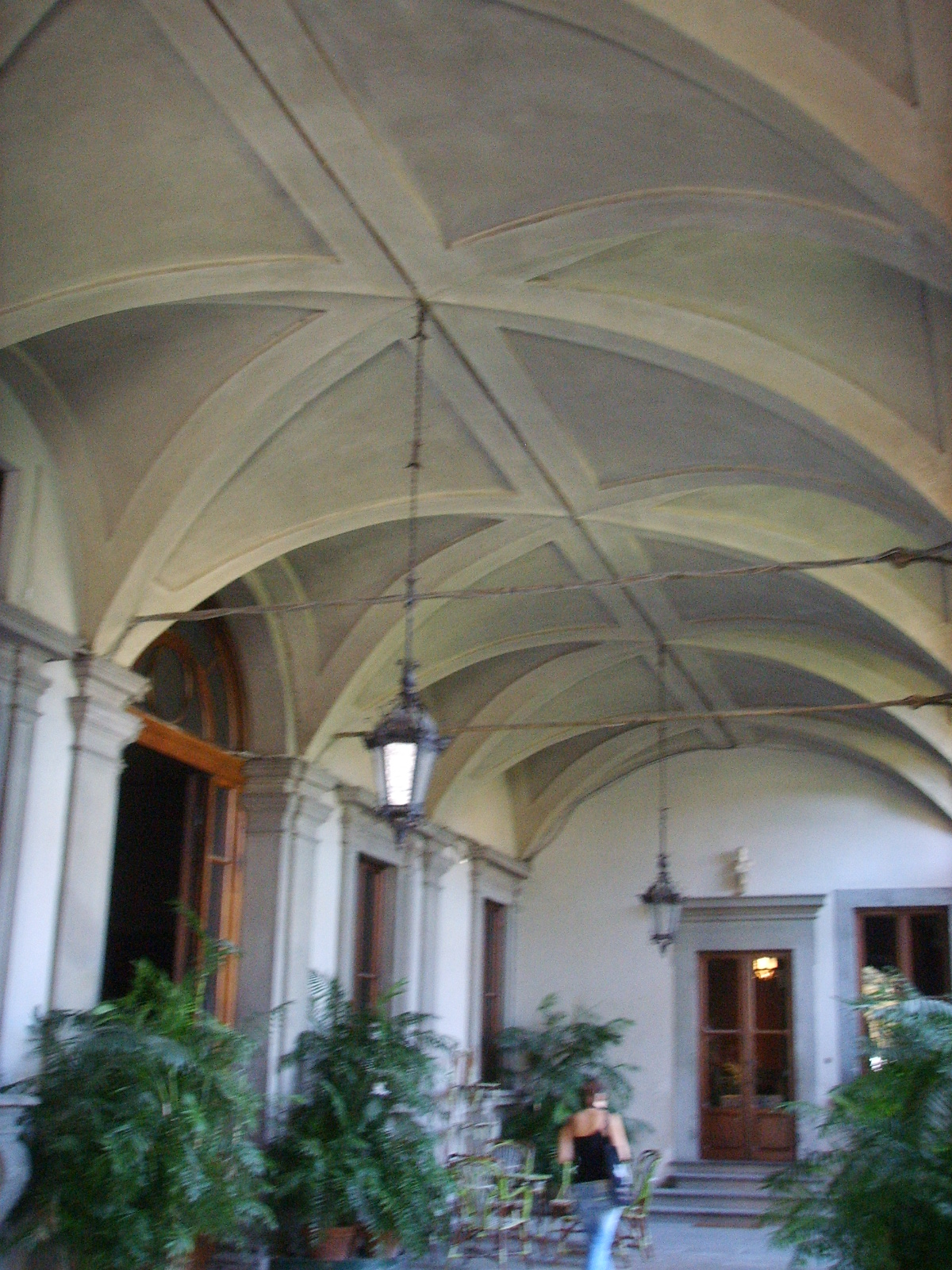
Pórtico de entrada a partir do jardim
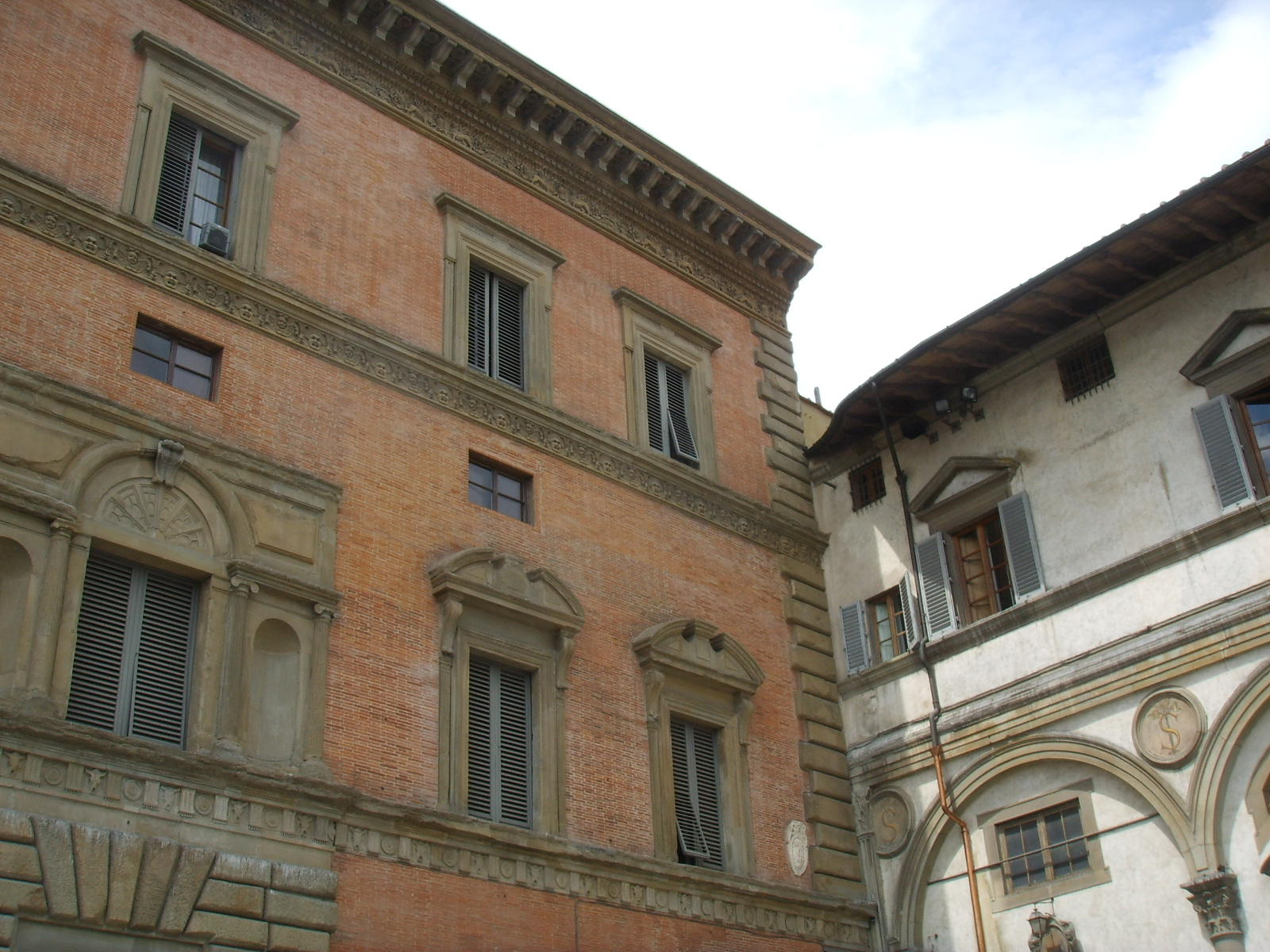
A janela entreaberta, no andar superior à direita
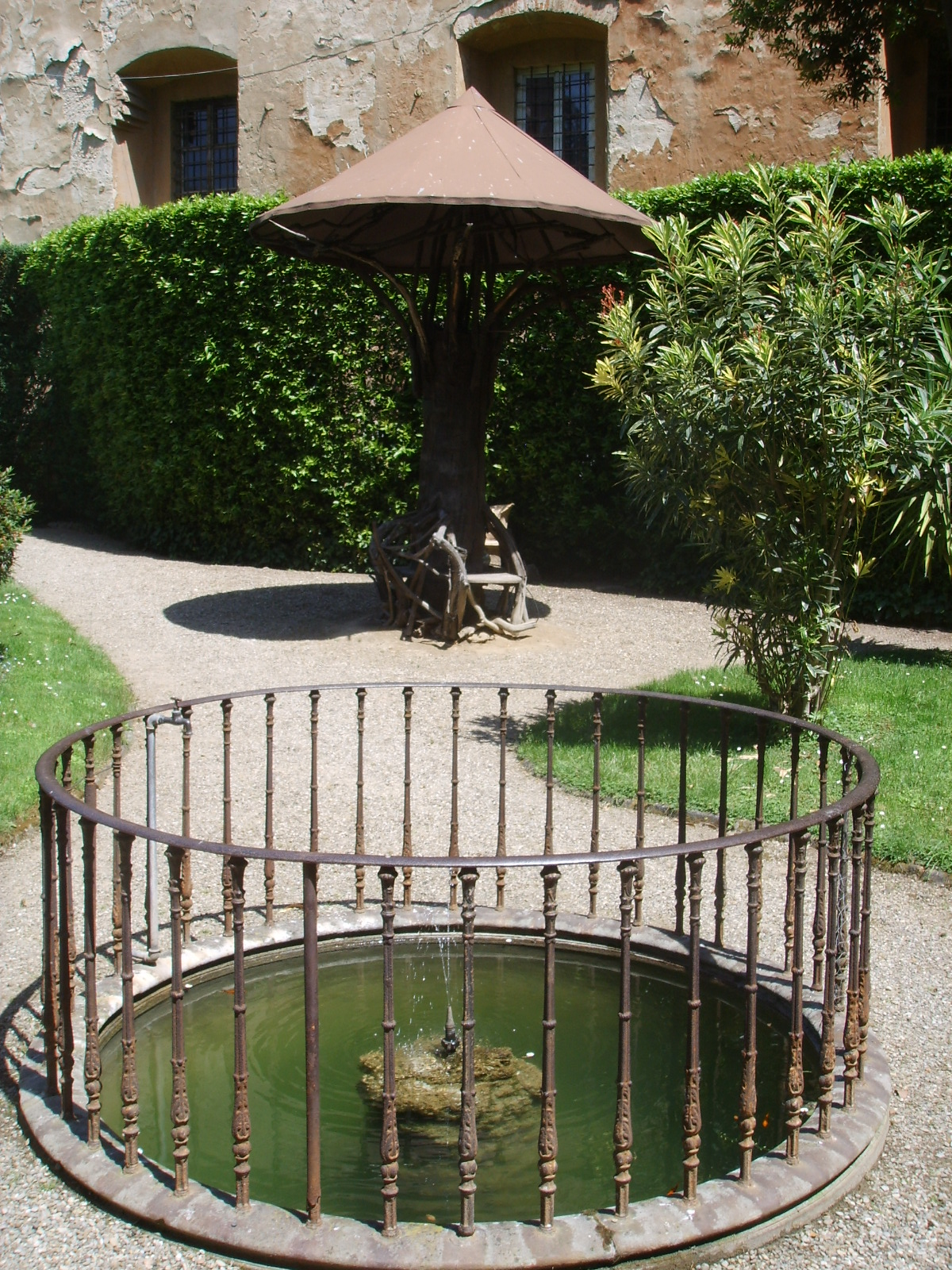
O jardim